# Vegard Opaas
Vegard Opaas, född 11 november 1961 i Oslo, är en norsk tidigare backhoppare som tävlade för Grorud Idrettslag. Opaas var första nordman som vann världscupen i backhoppning sammanlagt.

## Karriär
Vegard Opaas debuterade i världscupen i St. Moritz i Schweiz 27 januari 1982. Första segern i en deltävling i världscupen kom i stora backen i Thunder Bay i Kanada 11 december 1983. Han har totalt 7 delsegrar i världscupen. Säsongen 1986/1987 vann han som första nordman världscupen sammanlagt, före österrikarna Ernst Vettori och Andreas Felder.
Opaas deltog i olympiska spelen 1984 i Sarajevo i Bosnien och Hercegovina i dåvarande Jugoslavien. I första backhoppstävlingen, i normalbacken i Malo Polje, blev Opaas nummer åtta, 11,4 poäng efter segrande Jens Weissflog från DDR och 9,0 poäng från prispallen. I stora backen blev han nummer 27.
Under olympiska spelen 1988 i Calgary i provinsen Alberta i Kanada blev Opaas nummer 45 i normalbacken i Canada Olympic Park och nummer 19 i stora backen. Matti Nykänen från Finland vann i båda backarna.
Vegard Opaas startade i sitt första Skid-VM i Seefeld in Tirol i Österrike. Han tävlade i normalbacken och blev nummer 27. 
Höjdpunkten i karriären kom under Skid-VM 1987 i Oberstdorf i förbundslandet Bayern i dåvarande Västtyskland då Vegard Opaas vann medaljer i samtliga tävlingar. I första tävlingen, i stora backen, vann Opaas en silvermedalj, 7,7 poäng efter Andreas Felder, och 1,3 poäng före Ernst Vettori. I lagtävlingen vann Opaas en ny silvermedalj, tillsammans med det norska laget (Ole Christian Eidhammer, Hroar Stjernen, Ole Gunnar Fidjestøl och Vegard Opaas). Finland vann guldet och Österrike vann bronset.
I skidflygningsbacken Letalnica i Planica noterade Vegard Opaas 1987 ett hopp på 193 meter, över officiell världsrekord, men hoppet räknas inte som världsrekord.
Vegard Opaas tävlade 6 säsonger i tysk-österrikiska backhopparveckan. Bästa sammanlagtresultat var i säsongen 1986/1987 då han blev nummer två, 6,9 poäng efter Ernst Vettori. Opaas vann öppningstävlingen i Oberstdorf och blev nummer tre i Bischofshofen.
Opaas blev norsk mästare én gång, i Holmenkollen 1986. Han har också en silvermedalj och två bronsmedaljer från norska mästerskap. Vegard Opaas avslutade sin backhoppningskarriär 1990. Sista internationella tävlingen var i normalbacken i Raufoss 17 mars 1990. Han slutade på 43:e plats.

Vinster i världscupdeltävlingar
| Säsong  | Datum            | Plats                            |
| ------- | ---------------- | -------------------------------- |
| 1983-84 | 11 december 1983 | Thunder Bay, Ontario, Kanada     |
| 1985-86 | 14 december 1985 | Lake Placid, New York, USA       |
| 1986-87 | 13 december 1986 | Lake Placid, New York, USA       |
| 1986-87 | 30 december 1986 | Oberstdorf, Bayern, Västtyskland |
| 1986-87 | 10 januari 1987  | Štrbské Pleso, Tjeckoslovakien   |
| 1986-87 | 20 mars 1987     | Midtstubacken, Oslo, Norge       |
| 1988-89 | 11 december 1988 | Lake Placid, New York, USA       |